# Байкал (напиток)
«Байка́л» — сильногазированный тонизирующий напиток, разработанный в СССР как местный аналог «Кока-колы» и «Пепси-колы».

## История создания
Состав напитка был разработан в СССР в 1973 году Всесоюзным научно-исследовательским институтом пиво-безалкогольной промышленности (ВНИИ ПБП): было поручено создать аналог американских напитков Кока-Кола и Пепси. В том же году налажено производство напитка на заводе безалкогольных напитков в Москве. Состав и технология приготовления нового советского напитка «Байкал» являлись служебной тайной.
С 1991 года напиток выпускается в России.

## Состав

### Рецептура по ГОСТу СССР
Рецептура напитка «Байкал» имела следующий состав:
- питьевая обработанная вода;
- белый кристаллический сахар;
- лимонная кислота (регулятор кислотности);
- натуральные ароматические вещества:
  - травяной ароматизатор, в который входят экстракты:
    - шалфея;
    - полыни горькой;
    - корня дягиля;
    - горечавки;
    - кардамон;

  - масло хмеля;
  - масло эвкалипта;
  - масло лавровое;
  - яблочный натуральный ароматизатор;
  - экстракт цветов бузины;
  - экстракт корня солодки;
- дистиллят дрожжей винных.

### Иной состав
Основным составом напитка являются вода, сахар, лимонная кислота, углекислый газ и оригинальная композиция из натуральных эфирных масел и экстрактов пряных трав. Вкусовые и тонизирующие свойства напитку придают экстракты и натуральные ароматизаторы:
- водно-спиртовой экстракт травы зверобоя[2] и солодкового корня;
- экстракт элеутерококка или левзеи;
- масло эфирное эвкалиптовое;
- масло эфирное лимонное;
- масло эфирное лавра благородного;
- масло эфирное пихтовое или изоборнилацетат;
- лимонная кислота.

## Интересные факты
- Владельцем прав на технологию изготовления концентрата этого напитка и товарный знак является государственное учреждение «Всероссийский НИИ пивоваренной, безалкогольной и винодельческой промышленности»[3].
- Роспатент признал комбинированное обозначение Байкал с 01.05.2019 общеизвестным товарным знаком в Российской Федерации в отношении товаров 32 класса МКТУ «безалкогольные газированные напитки» на имя ООО «Байкал», г. Иркутск.[4]